# La Fenosa
La Fenosa és un paratge natural ubicat al terme municipal de Benaguasil, a la comarca valenciana del Camp de Túria.
S'ubica en la partida de la Retorta-Fenosa, al marge esquerre del riu Túria, sobre l'antic pas viari que comunicava Benaguasil amb Pedralba. Actualment, la zona s'ha rehabilitat i s'ha condicionat com a àrea d'esbarjo.
El paratge, protegit per la Llei 11/94 d'Espais Naturals Protegits de la Comunitat Valenciana, inclou les arbredes i canyars riberencs del Túria.
Dues sendes, la PRV-301 i la PRV-302, recorren l'espai.